# Choi Eun-hee
Choi Eun-hee (최은희?; Gwangju, 20 novembre 1926 – Seul, 16 aprile 2018) è stata un'attrice sudcoreana.

## Biografia
Rapita nel 1978 per ordine di Kim Jong-il, fu costretta a recitare in Corea del Nord insieme al regista Shin Sang-ok, suo ex marito. Nel 1986 la coppia riuscì a fuggire, rifugiandosi presso l'ambasciata degli Stati Uniti d'America a Vienna. La vicenda è raccontata nel documentario britannico The Lovers and the Despot (2016).